# Issiaka Fofana
Issiaka Fofana ist ein ivorischer Radrennfahrer.
Issiaka Fofana wurde bei der ivorischen Straßenradmeisterschaft 2006 Dritter im Straßenrennen und er konnte das Einzelzeitfahren für sich entscheiden. Im nächsten Jahr gewann er eine Etappe bei der Tour du Togo. Bei der Tour de l'Est International gewann er 2007 mit seinen Teamkollegen das Mannschaftszeitfahren in Adzopé. 2008 war er bei der Tour du Togo wieder auf einem Teilstück erfolgreich. Bei der Tour de l'Or Blanc gewann er eine Etappe, das Mannschaftszeitfahren und konnte so auch die Gesamtwertung für sich entscheiden. Auch bei der Boucle du Coton war er 2008 auf einem Teilstück erfolgreich.

## Erfolge
2006
- Ivorischer Meister – Einzelzeitfahren

2008
- eine Etappe Boucle du Coton

2009
- Ivorischer Meister – Straßenrennen

2011
- Ivorischer Meister – Straßenrennen
- Achter Afrikameisterschaft – Mannschaftszeitfahren

2012
- Dritter Tour du Cameroun